# Фрикция (сексология)
Фри́кция (от лат. frictio — «трение») — возвратно-поступательное движение во время полового акта.

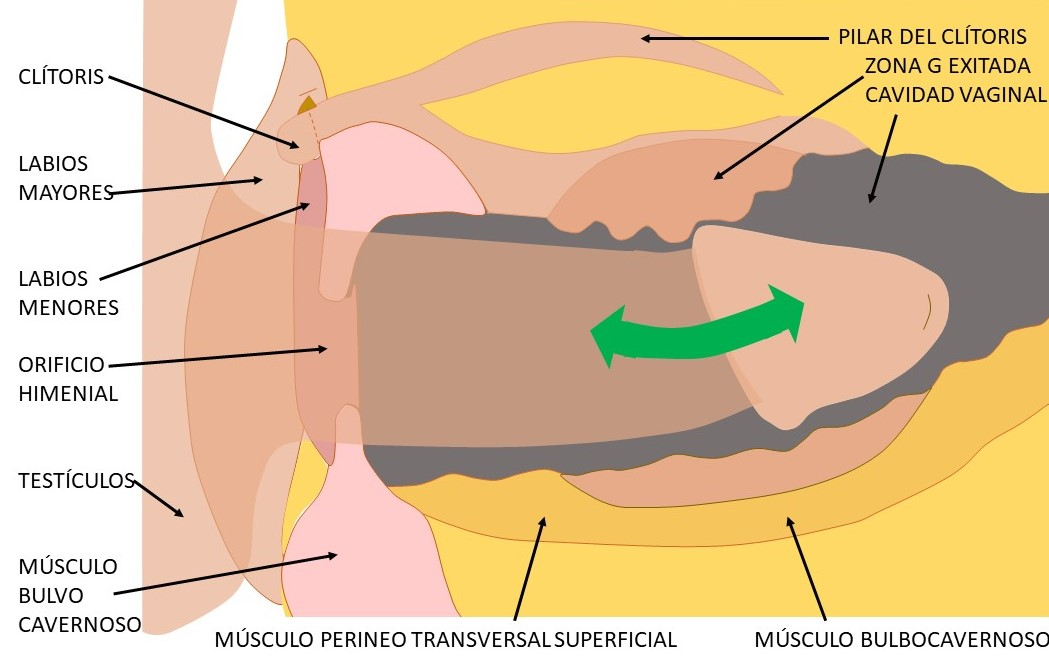
Фрикция во время секса

Во время трения полового члена о стенки влагалища (а также оральном или анальном сексе) происходит стимуляция генитальных эрогенных зон, нарастание и накопление нервного возбуждения, при достаточно высоком уровне которого результатом является эякуляция у мужчин, и обычно сопутствующий этому оргазм. Фрикции могут быть различными по частоте, амплитуде, интенсивности и ритму.
Согласно проведённым исследованиям, средней нормой является частота 60 фрикций в минуту. Общее количество фрикций во время копулятивной стадии полового акта статистически составляет от 90 до 360 при продолжительности 1,5—6 минут.

## Общее количество фрикций
Общее количество фрикций и продолжительность полового акта являются индивидуальными особенностями каждого из партнёров и иногда могут существенно отличаться от средних показателей.
На продолжительность активного периода полового акта (копуляции) и таким образом на количество фрикций влияет множество физических и психологических аспектов.
Наиболее значимыми из них являются:
- возраст;
- образ жизни;
- наследственность;
- состояние здоровья;
- половая конституция;
- питание;
- экология;
- отношение к партнёру/партнёрше;
- усилия партнёра/партнёрши;
- настроение партнёров;
- воздействие факторов окружающей обстановки;
- частота половых контактов;
- качество полового акта.

## Точки зрения на предназначенность фрикций
1. Для подготовки и включения рефлекторного «механизма» эякуляции;
2. Для подготовки и осуществления женского оргазма, полового насыщения в первую очередь;
3. Для достижения одновременного оргазма партнёров;
4. Для тренировки мужских мышц.